# Tagaytay
Tagaytay is een stad in de Filipijnse provincie Cavite. Bij de laatste census in 2007 had de stad bijna 62 duizend inwoners.

## Geografie

### Bestuurlijke indeling
Tagaytay is onderverdeeld in de volgende 34 barangays:
| - Asisan - Bagong Tubig - Calabuso - Dapdap East - Dapdap West - Francisco - Guinhawa North - Guinhawa South - Iruhin East - Iruhin South - Iruhin West - Kaybagal East | - Kaybagal North - Kaybagal South - Mag-Asawang Ilat - Maharlika East - Maharlika West - Maitim 2nd Central - Maitim 2nd East - Maitim 2nd West - Mendez Crossing East - Mendez Crossing West - Neogan | - Patutong Malaki North - Patutong Malaki South - Sambong - San Jose - Silang Junction North - Silang Junction South - Sungay North - Sungay South - Tolentino East - Tolentino West - Zambal |

## Demografie
Tagaytay had bij de census van 2007 een inwoneraantal van 61.623 mensen. Dit zijn 16.336 mensen (36,1%) meer dan bij de vorige census van 2000. De gemiddelde jaarlijkse groei komt daarmee uit op 4,34%, hetgeen hoger is dan het landelijk jaarlijks gemiddelde over deze periode (2,04%). Vergeleken met de census van 1995 is het aantal mensen met 32.204 (109,5%) toegenomen.

De bevolkingsdichtheid van Tagaytay was ten tijde van de laatste census, met 61.623 inwoners op 65 km², 948 mensen per km².